# Ekwador na Mistrzostwach Świata w Lekkoatletyce 2017
Ekwador na Mistrzostwach Świata w Lekkoatletyce 2017 – reprezentacja Ekwadoru podczas mistrzostw świata w Londynie liczyła 18 zawodników, którzy nie zdobyli żadnego medalu.

## Skład reprezentacji
Mężczyźni
| Zawodnik           | Konkurencja           | Finał    | Finał   |
| Zawodnik           | Konkurencja           | Rezultat | Pozycja |
| ------------------ | --------------------- | -------- | ------- |
| Bayron Piedra      | bieg na 10 000 metrów | 28:50,72 | 21.     |
| Segundo Jami       | maraton               | 2:24:28  | 57.     |
| Mauricio Arteaga   | chód na 20 km         | 1:22:28  | 28.     |
| Brian Pintado      | chód na 20 km         | 1:21:17  | 18.     |
| Andrés Chocho      | chód na 50 km         | DQ       | DQ      |
| Claudio Villanueva | chód na 50 km         | 3:49:27  | 18.     |

Kobiety
| Zawodniczka                                                      | Konkurencja        | Eliminacje | Eliminacje | Półfinał | Półfinał | Finał    | Finał   |
| Zawodniczka                                                      | Konkurencja        | Rezultat   | Pozycja    | Rezultat | Pozycja  | Rezultat | Pozycja |
| ---------------------------------------------------------------- | ------------------ | ---------- | ---------- | -------- | -------- | -------- | ------- |
| Narcisa Landazuri                                                | bieg na 100 metrów | 11,59      | 34.        | NQ       | NQ       | NQ       | NQ      |
| Ángela Tenorio                                                   | bieg na 100 metrów | 11,33      | 25.        | NQ       | NQ       | NQ       | NQ      |
| Angela Brito                                                     | maraton            | —          | —          | —        | —        | 2:58:21  | 72.     |
| Rosa Chacha                                                      | maraton            | —          | —          | —        | —        | 2:37:50  | 32.     |
| Carmen Toaquiza                                                  | maraton            | —          | —          | —        | —        | 2:48:45  | 61.     |
| Yuliana Angulo Narcisa Landazuri Romina Cifuentes Ángela Tenorio | sztafeta 4 × 100 m | 43,94      | 12.        | —        | —        | NQ       | NQ      |
| Maritza Guamán                                                   | chód na 50 km      | —          | —          | —        | —        | 1:33:06  | 28.     |
| Johana Ordóñez                                                   | chód na 50 km      | —          | —          | —        | —        | 1:36:27  | 41.     |
| Paola Pérez                                                      | chód na 50 km      | —          | —          | —        | —        | 1:30:09  | 13.     |